# Бутаков, Антон Владимирович
Анто́н Влади́мирович Бутако́в (род. 16 сентября 1990, пос. Боровской, Мендыкаринский район, Кустанайская область, Казахская ССР, СССР) — актёр и театральный режиссёр, c 2017 года — главный режиссёр Центра Современной Драматургии в Екатеринбурге. Член Союза театральных деятелей России с 2019 года.

## Биография
Родился в посёлке Боровской (ныне — Казахстан). Вырос и учился Екатеринбурге, школьником посещал занятия в детском театре имени Л. К. Диковского. После окончания школы № 163 Верх-Исетского района в 17 лет поступил в Екатеринбургский государственный театральный институт, который окончил в 2012 году по специальности «Артист драматического театра и кино» (мастерская Н. В. Коляды). С 2008 года работал актёром труппы Коляда-театра. C 2015 года начал ставить и как режиссёр, поступив на режиссуру в Московский институт современного искусства (ИСИ), но вскоре учёбу оставил, предпочтя «обучение не на лекциях, а в процессе работы, в полевых условиях». Участвовал в первой Лаборатории молодых режиссёров в Туймазах (Башкортостан), по результатам которой был приглашён на постановку «Колбаса. Фрагменты» В. Шергина. В 2016 году поставил серию театральных квестов в Центре современной драматургии в Екатеринбурге. Дерзость начинающего режиссёра, не боящегося экспериментировать с творческими процессами на самых разных мероприятиях, привела худрука ЦСД Н. Коляду к мысли о переменах в руководстве:
…Бутаков до этого делал много всего разного. Я посмотрел и решил: надо, чтобы люди занимались тем, что им нравится, а не из-под палки.Н. В. Коляда, художественный руководитель ЦСД, 9 января 2017
С февраля 2017 года по настоящее время — главный режиссёр Центра современной драматургии, позже стал и его директором. С его подачи ЦСД участвует в музыкальных концертах, перформансах, выставках контемпорари-арт, читках актуальной поэзии. Переехав в 2018 году из под крыши Коляда-театра в арендуемое лофт-пространство в промзоне, влияние худрука на коллектив ослабло, заметно изменилась и зрительская аудитория, — новый статус театра Бутаков именовал «неколядовской формой существования». Он организовал большие гастроли ЦСД в Краснодар и Ростов-на-Дону, Москву, Тюмень, а со спектаклем «Зулейха открывает глаза» объехал Пермь, Челябинск, Курган, Омск, дважды побывал в Москве (в том числе в Театральном зале Дома музыки). Выступил инициатором мультижанрового фестиваля «ФишФабрик», впервые состоявшегося в июле 2019 года, объединившего театр, музыку, поэзию, кино, дизайн (в июле 2020-го фестиваль полностью прошёл онлайн). По признанию коллег Бутаков — «хороший менеджер, чутко чувствующий запрос аудитории». В 2019 году он представлял ЦСД на Форуме молодых деятелей культуры и искусств «Таврида» в Крыму, где в рамках смены «Год театра» выступил на тренд-сессии «Театры, ради которых стоит уехать из Москвы». Тогда же стал победителем конкурса Союза театральных деятелей РФ для независимых театральных коллективов — выиграл грант на постановку «Петровы в гриппе и вокруг него», в том же году вступил в СТД РФ.
В 2020 году получил приглашение директора Нового молодёжного театра в Нижнем Тагиле Н. В. Мозжаковой стать заместителем директора по творческим вопросам, а вскоре актёром и режиссёром:
У Антона есть опыт создания театра. Да, это частный театр, без государственной поддержки, но Антону интересно создавать, созидать. Таких людей немного.<…> Мы знакомы с Антоном давно, лет девять, он очень заражён театром, в хорошем смысле. Для него театр — это не просто работа, это образ жизни.Н. В. Мозжакова, директор Нового молодёжного театра, 7 августа 2020
Как недавно занявший пост главного режиссёра Нижнетагильского театра, в 2021 году стал одним из победителей проекта Союза театральных деятелей РФ «Театр на прокачку».
А. Бутаков и его спектакли — участники многих театральных фестивалей, в том числе международных. Участвует в культурных акциях Екатеринбурга, был членом жюри фестиваля «Студенческая весна-2021» в Челябинске. Вместе с фестивалем «Любимовка» выступил копродюсером российско-американского онлайн-фестиваля Flash Acts, для которого подготовил два камерных Zoom-спектакля по пьесам Алексея Синяева и Эдуардо Мачады. Оставаясь в руководстве ЦСД в непростой для театров сезон ограничений, связанных с пандемией, и имея обязательства по аренде занимаемого помещения, в июле 2021 года обратился к губернатору Свердловской области Е. В. Куйвашеву с просьбой о передаче в безвозмездное пользование учреждению какого-либо пустующего здания.

## Театральные работы

### Режиссёр
Центр современной драматургии, Екатеринбург
За последний год в российском театре всё очень изменилось, и эти искусственно созданные изменения не могут приносить пользу. Если кратко, то андеграунд ушёл из театра — его ушли. Это было бы неплохо, если бы всё происходило естественным путем, но, увы, «нетеатр» в театре уже мало кто делает.
Культура для властей стоит на самом низшем вообще уровне. Не говорю, что культура должна быть выше здравоохранения, но есть зона ответственности.
- 2015 «Бес небес» В. Шергина
- 2016 «Гримёрка» А. Бутакова и А. Гагарина (спектакль-концерт)[комм. 3]
- 2016 «Галатея Собакина» И. Васьковской
- 2017 «Денискины рассказы» по мотивам рассказов В. Драгунского
- 2017 «Боюсь стать Колей» И. Андреева
- 2018 «Нетипичная вечеринка с поэзией» (музыкально-поэтический концерт)
- 2018 «Старик Хоттабыч», инсценировка А. Бутакова по повести-сказке Л. Лагина
- 2019 «Бесконечный апрель» Я. Пулинович[комм. 4]
- 2019 «Зулейха открывает глаза», инсценировка Т. Савиной по роману Г. Яхиной
- 2019 «Когда умерли автобусы» по рассказам Э. Керета (совместно с Ильёй Маныловым)[52]
- 2019 «Лучший из них» по рассказу Ю. Дунского и В. Фрида
- 2019 «Поэты.21» / «Город поэтов» по поэзии XXI века, среди авторов — Алексей Никонов, Никита Иванов, Умка, Александр Вавилов, Владимир Богомяков, Янис Грантс, Наум Блик[комм. 5] (спектакль-акция совместно с Дмитрием Касимовым, Ильёй Калиным, Ильёй Маныловым, Дмитрием Зиминым, Александром Ваховым и Александром Фроловым)[54][55]
- 2019 «Петровы в гриппе и вокруг него», инсценировка Т. Савиной по роману А. Сальникова[56][комм. 6]
- 2020 «Гедда Габлер» Г. Ибсена[комм. 7]
- 2020 «Мёртвым сном» по пьесе Н. Коляды «Сказка о мёртвой царевне»
- 2020 «Серёжа очень тупой» Д. Данилова (совместно с Ильёй Ротенбергом)
- 2021 «Август графства Осейдж» Т. Леттса
- 2021 «Мама» А. Волошиной
- 2021 «Плаха» Ч. Айтматова (в соавторстве с Татьяной Савиной, Александром Фроловым и артистами театра)
- 2022 «Трудно быть Богом» Братьев Стругацких (в соавторстве с Ариной Орловой)

Туймазинский государственный татарский драматический театр
- 2017 «Колбаса/Фрагменты» В. Шергина

Серовский театр драмы
- 2019 «Финист Ясный Сокол» (эскиз спектакля)

Новый молодёжный театр, Нижний Тагил
- 2021 «Говорит! Тагил»
- 2021 «Загадочное ночное убийство собаки» М. Хэддона
- 2021 «Крысолов» по новелле А. Грина[59]
- 2022 «Гадкий котёнок» А. Богачёвой

Музей истории Екатеринбурга
- 2021 «Я еврей. Я на Урале. Сегодня» документальный спектакль[60]

### Актёр
Коляда-театр, Екатеринбург
«Маскарад»
 Гастроли Коляда-театра
 в Театральном центре
 «На Страстном»,
 январь 2015
- «Амиго» Н. Коляды — мальчик-хлебопёк
- «Безымянная звезда» М. Себастьяна — массовые сцены
- «Большая советская энциклопедия» Н. Коляды — Артём
- «Борис Годунов» А. Пушкина — Патриарх
- «Вишнёвый сад» А. Чехова — Яша, молодой лакей
- «Всеобъемлюще» Н. Коляды — молодой актёр
- «Гамлет» У. Шекспира — Лаэрт, сын Полония
- «Группа ликования» Н. Коляды — милиционер
- «Двенадцать стульев» инсценировка Н. Коляды по И. Ильфу и Е. Петрову — Коля
- «Женитьба» Н. Гоголя — Слуга / Балалаечник
- «Иван Фёдорович Шпонька и его тётушка» Н. Гоголя — Омелька
- «Концлагеристы» В. Шергина — Каратель / демон
- «Король Лир» У. Шекспира — рыцари из свиты Лира, офицеры, гонцы, солдаты и придворные
- «Курица» Н. Коляды — «гопник» из общежития
- «Маскарад» М. Лермонтова — Князь Звездич
- «Мёртвые души» Н. Гоголя — Старуха в трактире / Почтмейстер
- «Наташина мечта» Я. Пулинович
- «Пиковая дама» Н. Коляды по мотивам А. Пушкина — Томский
- «Ричард III» У. Шекспира — Лорд Хестингс
- «Скрипка, бубен и утюг» Н. Коляды — гость на свадьбе
- «Слуга двух господ» К. Гольдони — Флориндо Аретузи из Турина
- «Старосветские помещики» инсценировка Н. Коляды по повести Н. Гоголя — работник в доме у Товстогубов
- «Трамвай „Желание“» Т. Уильямса — Пабло / Молодой человек, агент по подписке
- «Тутанхамон» Н. Коляды — бабайка
- «Фальшивый купон» Е. Бронниковой и Н. Коляды по повести Л. Толстого — Махин, друг Мити / Каторжник Первый / Городовой

Центр современной драматургии, Екатеринбург
- «Бес небес» В. Шергина — Терминатор
- «Боюсь стать Колей» И. Андреева — Толик, тот ещё джентльмен, 35 лет
- «Горница» Г. Грекова — Артемьев
- «Город поэтов» по поэзии XXI века
- «Гримёрка» А. Бутакова и А. Гагарина — Техник 1
- «Девушки в любви или Иди ты на ***, Орфей!» И. Васьковской — Коля
- «Денискины рассказы» — папа
- «Лолотта» А. Матвеевой — Модильяни
- «Мама, мне оторвало руку» М. Канторович — Стармен
- «Мне моё солнышко больше не светит» А. Забегина и В. Антипова — Агент 2 / Полицейский
- «Петровы в гриппе и вокруг него» по роману А. Сальникова — Василий / маньяк / Виктор Михайлович / Сергей
- «Серёжа очень тупой» Д. Данилова — Сергей

Новый молодёжный театр, Нижний Тагил
- «После Бунина» И. Васьковской по повести И. Бунина «Митина любовь» — Друг

## Фильмография
Актёр
- 2011 — Важняк — Косарев
- 2018 — Война Анны — эпизод
- 2019 — Путешествие — Андрей
- 2021 — Последняя «Милая Болгария» — Маяковский

Режиссёр
- 2021 — «Я еврей. Я с Урала» (документальный)[61]

## Награды
- 2016 — стипендиат Союза театральных деятелей РФ[62]
- 2017 — стипендиат Союза театральных деятелей РФ[63]
- 2020 — «Лучшее актёрское трио» (с Григорием Ильиным и Константином Итуниным) на X межрегиональном фестивале «Ирбитские подмостки» за спектакль «Горница»[64]
- 2020 — победитель в чемпионате творческих специальностей ArtMasters с 9-минутным спектаклем «Три сестры», показанным на Новой сцене Большого театра[65][66]

## Отзывы
«Галатея Собакина»
Театральным критиком Галиной Брандт спектакль признан талантливым, хоть и неудачным, поскольку главная саркастическая тема перевоспитания:

…просто утонула в комедийном трэше (так обозначен жанр), который здесь абсолютно самоценен: предельно сгущён, дробен, телесно снижен, блестяще провокативен по степени плотности и режиссёрских экзерсисов на каждый квадратный сантиметр действия, и невероятных актёрских дивертисментов, заставляющих зрителей разве что не стонать.
— Галина Брандт, «Театр» № 35 2018
Причины этого, по мнению критика, исходят от устоявшегося феномена самого Коляды — «бунтующего или по крайней мере противостоящего театральному и вообще культурному мейнстриму. Понятно, что в ЦСД, отданном на растерзание ученикам — драматургам и актёрам, пробующим себя в режиссуре, беснуются по полной».
«Нетипичная вечеринка с поэзией»
«Они обещали перевернуть игру, но разыгрались и перевернули вообще всё. Просто мы живём в стране, в которой нельзя „раскачивать лодку“, но можно раскачивать залы…» — из записи на странице в социальной сети екатеринбургского поэта Александра Вавилова.
«Зулейха открывает глаза»
«Островком текстоцентричного театра» — назвал моноспектакль театральный критик Антон Алексеев («Петербургский театральный журнал»), — мелодраматичной исповедью о любви и смерти, основным каналом воздействия которого является отличный литературный текст, сам собой рождающий в зрителях эмоции и переживания.
«Поэты.21»
«История охватывает не только Екатеринбург, но и всю Россию в целом. Спектакль не относится к тихим и спокойным постановкам. „Поэты.21“ сделан полностью на эмоциях. Молодые актёры как никто лучше смогли показать современное общество и его проблемы так правдоподобно.» — Юлия Яцун (портал «УралСтудент.ru»).
«Создатели собрали в этом спектакле ключевые события за последние 20 лет: война в Чечне, убийство Политковской, притеснение ЛГБТ-сообществ, Pussy Riot, убийство Немцова, пытки, снос башни в Екатеринбурге, битву за сквер у Театра драмы, войну в Украине.» — Елена Шукаева (Русская служба Радио «Свобода»).
«Безысходность за ограждениями для митингов порой у зрителей вызывала слёзы. „Это наш город, это наш сквер“ — теперь эта фраза увековечена актёрами ЦСД и Камерного театра.» — Дмитрий Фоминцев («ТочкаНьюс»).
«Петровы в гриппе и вокруг него»

Центр современной драматургии победил в марафоне под названием «Кто быстрее поставит „Петровых в гриппе“?», но в итоге из-за этой спешки пострадала сама постановка. По отдельности её сцены настолько самостоятельны, что вместе они складываются в отрывочное повествование, докопаться до сути которого смогут лишь те, кто читал книгу. Для остальных же судьба Игоря, тайная страсть жены Петрова и его собственные переживания — главные жемчужины текста уральского писателя — скорее всего останутся неразгаданной тайной.
— Екатерина Юркова, «Культура Екатеринбурга» 19 ноября 2019
Сам же автор романа, отказавшийся вмешиваться в процесс создания спектакля, остался в восторге от увиденного, отметив что театр выложился буквально на грани своих возможностей.

## Комментарии
1. ↑  Год до этого работавший главным режиссёром Р. Ташимов выпустил ряд удачных спектаклей и в дальнейшем был настроен на работу с «серьёзными» формами, в то время как Н. Коляда ждал финансово успешных проектов: перфомансы, презентации, читки и так далее[6].
2. ↑  Как пример: «Нетипичное открытие театра», «Нетипичная вечеринка с поэзией» — серия вечеров ЦСД в августе 2018 года в новом лофт-пространстве бывшего рыбзавода[12].
3. ↑  В качестве реальных «звёзд» в спектакле «Гримёрка» участвовали Владимир Шахрин (группа «Чайф»), Александр Гагарин (лидер группы «Сансара»), Евгений Ройзман (бывший тогда мэром Екатеринбурга) 
[50].
4. ↑  К тексту пьесы Я. Пулинович режиссёр добавил письмо матери, обречённой на смерть в концлагере из книги В. Гроссмана «Жизнь и судьба»[51].
5. ↑  Спектакль «Город поэтов» — лауреат фестиваля «Браво!»-2019, из-за пандемии конкурс в тот год не проводился[53].
6. ↑  Спектакль ЦСД «Петровы в гриппе и вокруг него» стал первой театральной постановкой бестселлера[57].
7. ↑  Спектакль ЦСД «Гедда Габлер» выиграл в конкурсе на дизайн-проект Союза театральных деятелей РФ «Ре-постер»[58].